# Cephaloleia stainesi
Cephaloleia stainesi  (лат.) — вид жуков-листоедов рода Cephaloleia из подсемейства Cassidinae. Неотропика.

## Распространение
Южная Америка, Коста-Рика.

## Описание
Мелкого размера жуки-листоеды (6,7 мм) с вытянутым телом. Основная окраска желтовато-коричневая (голова, ноги, пронотум и скутеллюм жёлтые, надкрылья чёрные с жёлтыми пятнами). Усики 11-члениковые, нитевидные; ротовые части не выступающие вперёд; надкрылья субпараллельные; тело не цилиндрическое; апикальные края пронотума усечённые или слабо округлённые в средней части; основание надкрылий без киля; скутеллюм пятиугольный; последние три абдоминальных стернита не волосатые; ноги короткие. Питаются листьями растений Heliconia latispatha (Heliconiaceae). Вид сходен с Cephaloleia fenestrata Weise. Впервые описан в 2014 году мексиканским энтомологом Карлосом Гарсиа-Робледо (Carlos García-Robledo; Departamento de Interacciones Multitróficas, Instituto de Ecología, Халапа-Энрикес, штат Веракрус, Мексика). Видовое название дано в честь американского колеоптеролога Чарльза Стейнса (Charles L. Staines; Department of Entomology, National Museum of Natural History, Смитсоновский институт, Вашингтон, США).